# Ирина Деретић
Ирина Деретић (Београд, 28. новембар 1969) српски је филозоф, писац и универзитетски професор. Она је редовни универзитетски професор на Филозофском факултету у Београду.

## Биографија
Завршила основне студије филозофије, на Филозофском факултету у Београду. Завршила је специјалистичке студије у Немачкој 1996. године на Универзитету Лудвиг Максимилијан у Минхену. На Филозофском факултету у Београду је магистрирала радом: „Језик и онтологија у Платоновим дијалозима: Кратил и Софист”, и докторирала радом: „Платонова и Аристотелова филозофија логоса”. Ћерка је Јована Р. Деретића, историчара књижевности и мајке Споменке Деретић, новинарке.
Подручја истраживања, којима се бави, јесу: античка филозофија (превасходно Сократова, Платонова и Аристотелова), филозофија и књижевност, неоплатонистичка филозофија, ранохришћанска филозофија, Хегелова филозофија, филозофска херменеутика, филозофија језика, српска филозофска баштина, етика врлине, руска књижевност.
Ирина Деретић је редовна професорка Античке филозофије, Одељења за филозофију, Филозофског факултета Универзитета у Београду.
Награђена је Стипендијом за младе истраживаче Републике Србије (1995-98), Sasakawa стипендијом (1995), Onassis стипендијом (2001) и наградом шведске фондације STINT (2011)
Објавила је шест филозофских књига, од којих је прва добила друго издање. О свих шест њених књига написан је низ стручних рецензија на српском и енглеском језику у угледним домаћим и иностраним часописима. Деретићева је са Весном Пешић написала и публиковала путописни роман Итаке.

## Дела

### Монографије
- „Како именовати биће”. — Deretić, Irina (2001). Kako imenovati biće: jezik i ontologija u Platonovim dijalozima "Kratil" i "Sofist". Beograd: Višnjić. ISBN 86-7363-274-9.
- „Логос, Плантон, Аристотел” — Деретић, Ирина. book, Logos, Platon, Aristotel (1).pdf, 469 pp. ISBN 978-86-447-0477-5.

### Друге књиге
- „Смрт и бесмртност у Платоновој филозофији”[4]

### Приређене монографије
- „Историја  српске филозофије” — Deretic, Irina (2011). Istorija srpske filozofije. 1. Beograd: Evro Gunti. ISBN 978-86-505-2064-2.
- „Историја  српске филозофије: прилози истраживању” — Deretic, Irina (4. 5. 2022). Историја српске филозофије IV: Прилози истраживању - Научни портал.[мртва веза]
- „Историја српске филозофије III. Прилози истраживању” — Deretić, Irina (2014). Историја српске филозофије III, прилози истраживању. ISBN 978-86-505-2577-7.